# Eunice Sum
Eunice Jepkoech Sum (ur. 10 kwietnia 1988 w Uasin Gishu) – kenijska lekkoatletka, specjalizująca się w biegach średniodystansowych.
Startowała na mistrzostwach Afryki rozgrywanych pod koniec lipca 2010 roku w Nairobi. Rok później dotarła do półfinału biegu na 800 metrów podczas mistrzostw świata w Daegu. Srebrna medalistka mistrzostw Afryki z 2012. Reprezentowała Kenię na igrzyskach olimpijskich w Londynie, na których dotarła do półfinału biegu na 1500 metrów. Rok później została mistrzynią świata na dystansie 800 metrów. Zwyciężczyni łącznej punktacji Diamentowej Ligi 2013 w biegu na 800 metrów. W 2014 została mistrzynią igrzysk Wspólnoty Narodów oraz sięgnęła po złoto mistrzostw Afryki. Na mistrzostwach świata w Pekinie wywalczyła srebrny medal (2015). Medalistka mistrzostw Kenii.

## Osiągnięcia
| Rok  | Impreza                    | Miejsce        | Konkurencja             | Lokata     | Wynik   |
| ---- | -------------------------- | -------------- | ----------------------- | ---------- | ------- |
| 2010 | Mistrzostwa Afryki         | Nairobi        | bieg na 800 metrów      | eliminacje | 2:08,71 |
| 2011 | Mistrzostwa świata         | Daegu          | bieg na 800 metrów      | półfinał   | 1:59,94 |
| 2012 | Mistrzostwa Afryki         | Porto-Novo     | bieg na 800 metrów      | 2. miejsce | 1:59,13 |
| 2012 | Igrzyska olimpijskie       | Londyn         | bieg na 1500 metrów     | półfinał   | 4:16,95 |
| 2013 | Mistrzostwa świata         | Moskwa         | bieg na 800 metrów      | 1. miejsce | 1:57,38 |
| 2014 | IAAF World Relays          | Nassau         | sztafeta 4 × 800 metrów | 2. miejsce | 8:04,28 |
| 2014 | Igrzyska Wspólnoty Narodów | Glasgow        | bieg na 800 metrów      | 1. miejsce | 2:00,31 |
| 2014 | Mistrzostwa Afryki         | Marrakesz      | bieg na 800 metrów      | 1. miejsce | 1:59,45 |
| 2014 | Puchar interkontynentalny  | Marrakesz      | bieg na 800 metrów      | 1. miejsce | 1:58,21 |
| 2015 | Mistrzostwa świata         | Pekin          | bieg na 800 metrów      | 2. miejsce | 1:58,18 |
| 2016 | Igrzyska olimpijskie       | Rio de Janeiro | bieg na 800 metrów      | półfinał   | 2:00,88 |
| 2017 | Mistrzostwa świata         | Londyn         | bieg na 800 metrów      | eliminacje | DNS     |
| 2018 | Mistrzostwa Afryki         | Asaba          | bieg na 800 metrów      | eliminacje | 2:03,38 |
| 2019 | Mistrzostwa świata         | Doha           | bieg na 800 metrów      | 5. miejsce | 1:59,71 |
| 2021 | Igrzyska olimpijskie       | Tokio          | bieg na 800 metrów      | eliminacje | 2:03,00 |

## Rekordy życiowe
- Bieg na 800 metrów – 1:56,99 (2015)
- Bieg na 1500 metrów – 4:01,54 (2014)